# Wspomaganie
Świat Wspomaganych (ang. Uplift Universe) – cykl utworów amerykańskiego pisarza science fiction Davida Brina.
Przewodnim motywem książek jest pomysł ogromnej galaktycznej cywilizacji odpowiedzialnej za "wspomaganie" wszelkich znanych inteligentnych form życia oddychających tlenem. Ludzkość w tej historii jest anomalią, ponieważ nie ma żadnego znanego "patrona", który wspomagałby jej cywilizacyjny rozwój. Z tego powodu większość innych galaktycznych ras uważa, że ludziom brak podstawowego zrozumienia i szacunku dla subtelnej, pielęgnowanej od miliardów lat galaktycznej kultury.
Na bazie powieści powstała gra fabularna RPG oparta na świecie Wspomagania o nazwie GURPS: Uplift wykorzystująca system GURPS oraz ilustrowany przewodnik po świecie Wspomagania – Contacting Aliens: An Illustrated Guide to David Brin's Uplift Universe.

## TrylogiaGwiezdny przypływ
1. Słoneczny nurek (Sundiver, 1980)
2. Gwiezdny przypływ (Startide Rising, 1983, Nebula, Hugo, Locus)
3. Wojna wspomaganych (The Uplift War, 1987, Hugo, Locus)

## TrylogiaBurza wspomaganych(The Uplift Storm Trilogy)
1. Rafa jasności (Brightness Reef, 1995)
2. Brzeg nieskończoności (Infinity's Shore, 1996)
3. Przestwór nieba (Heaven's Reach, 1998)

Oprócz powieści w skład cyklu wchodzą także opowiadania Życie ekstremalne (Aficionado, Life in the Extreme, 1998) i nowela Pokusa (Temptation, 1999).